# Юн Хе Ён
Юн Хе Ён (кор. 윤혜영, р.15 марта 1977) — южнокорейская спортсменка, стрелок из лука, олимпийская чемпионка.

## Биография
Родилась в 1977 году. В 1996 году завоевала золотую медаль Олимпийских игр в Атланте в командном первенстве, а в личном первенстве стала 9-й.